# Artur Ferran i Albareda
Artur Ferran i Albareda (Barcelona, 21 d'abril de 1888 - 21 de març de 1977) fou un fotògraf català, impulsor de la coneguda Foto Ferran.

## Biografia
Artur Ferran i Albareda va néixer al carrer Sant Pere Mitjà de Barcelona, fill de Casimir Ferran i Giné, natural de Barcelona, i d'Encarnació Albareda i Simón, també de Barcelona. Es formà com ebenista d'ofici però la seva gran passió va ser la fotografia. Aquest interès el portà a la professionalització quan va obrir amb un soci, l'estudi fotogràfic Americà del carrer Aribau de Barcelona. Per raons personals els dos socis van decidir separar-se i llavors Ferran s'especialitzà en fotografia industrial i comercial, tenint la seu al seu pis del carrer Muntaner número 30.
Com a fotògraf no solament s'encarregava de la presa de vistes, sinó que intervenia directament en tot el procés, des de la fabricació dels químics, revelat i copiat, fins a les relacions amb els clients i empreses en general, dedicant molt de temps a la formació del seu fill Francesc Xavier.
Es va casar amb Soledat Brugués i Solé (1888-1981). Artur Ferran morí a Barcelona l'any 1977.

## Fons
El seu fons es conserva a l'Arxiu Nacional de Catalunya. Està compost pel material produït per Artur Ferran i el seu fill Francesc Xavier Ferran i Brugués al llarg de la seva vida professional. Amb un total de 12.057 negatius fotogràfics de gran format (10x15,13x18 i 18x24) que corresponen a les tasques com a especialistes en fotografia comercial i industrial que exerciren des del seu taller del carrer Muntaner de Barcelona. Les seves fotografies, de gran qualitat, recullen una mostra quasi exhaustiva, de les principals empreses catalanes del primer terç del segle xx, en sectors tan diversos com la construcció, comerç, indústria automobilística, banca o ràdio i amb clients tan reconeguts com el Balneari Blancafort, els Magatzems Capitolio, Mirúrgia, Radio Barcelona, Banco Español de Crédito, Unión Suiza o La voz de su Amo. Igualment s'inclouen 155 negatius i 28 còpies en paper corresponents al material que Francesc Xavier Ferran i Brugués va produir durant la guerra civil espanyola l'any 1937, per a l'exposició que el Comissariat de Propaganda de la Generalitat de Catalunya organitzà a l'Avinguda de la Llum.